# 山子背站
山子背站位于中国廣東省曲江区马坝镇山子背村，于1937年启用，为广州铁路（集团）公司（广铁）羊城铁路总公司直属的客货运四等站。经过铁路有京广铁路。

## 车站设施
山子背站建有基本站台1座，到发线2条。

## 使用情况
山子背站是京广铁路的中间站，不办理旅客列车到发。

## 始发车次
目前山子背站未有任何始发车次。

## 历史
- 1937年：山子背站建成启用。
- 2009年：车站撤销[1]

## 请参阅
- 韶关站
- 广州站